# پشچرکا
پشچرکا (به لاتین: Peshcherka) یک منطقهٔ مسکونی در روسیه است که در سرزمین آلتای واقع شده‌است.